# Нивеа
„Нивеа“ (на немски: Nivea) e търговска марка продукти за грижа за тялото и лицето. Принадлежи на компанията „Байерсдорф“ (Beiersdorf), Хамбург, Германия, създадена през 1882 г. „Нивеа“ се продава в над 150 държави.
Историята на Nivea започва с откритието на първата емулсия вода в масло. През 1911 г. собственикът на Байерсдорф д-р Оскар Тропловиц, в сътрудничество с химика Исак Лифц и дерматолога Пол Уна, започва производството на крем за лице, базиран на емулсията. Тропловиц дава на крема името Nivea, от латинската дума nivius, която означава „снежнобял“. Първата кутия за крем е изработена в характерния за тогава стил „арт нуво“. Тя изобразява и тогавашния идеал за жена – крехка, деликатна, етерична. Няколко години по-късно, през 1924 г., е взето решение да се промени изцяло имиджа на Nivea и марката да се въведе отново на пазара – това се случва за първи път в историята на маркетинга. Дизайнът на кутийката за крем е революционно променен – появява се синята кутия, на която е изписано с бели букви Nivea Crème в минималистичен стил.
През 30-те години Байерсдорф започва производството на крем за бръснене, лосион за лице, шампоан, слънцезащитно масло. Фокусът е върху красотата и грижата за лицето и заниманията извън къщи.
Първият документ, който доказва присъствието на марката Nivea на българския пазар, е от 1914 г. Малко по-рано, в годините между от 1890 – 1900 г., компанията е използвала пощенски картички, с които клиенти от България са поръчвали стока директно от централата на Байерсдорф в Хамбург.

## История
1882 г. – Фармацевтът Карл Паул Байерсдорф основава компанията на 28 март. Пътят към успеха за компанията започва в малката аптека „Меркур“, Хамбург. Байерсдорф произвежда медицински пластири в своята лаборатория, които съдържат лекарствени вещества на базата на разработен от него патент. Датата на патентния документ е взета за дата на създаването на компанията. На базата на този патент се развива съвременната технология за производство на лепенки.
1890 г. – Фармацевтът Д-р Оскар Тропловиц придобива компанията. Модернизира производствения процес, сключва първите международни договори и значително увеличава размера на компанията.
1892 г. – С тържествена церемония е открита новата фабрика в Хамбург – Аймсбютел.
1893 г. – Първото международно споразумение е сключено с американската търговска компания Lehn & Fink за дистрибуция на продукти в САЩ.
1900 г. – Заявяване на патент за Eucerit (в буквален превод: ‘разкрасяващ восък’) – емулгиращо вещество. Eucerit е основата за продуктите под марката Eucerin (част от портфолиото на Байерсдорф), а по-късно е вложено и в Nivea Creme.
1906 г. – Първият клон на компанията извън континентална Европа е основан в Лондон, Англия.
1909 г. – На пазара е пуснат първият продукт за грижа за устните в тубичка – Labello. Името идва от латински и означава „красиви устни“ (labeo = устни; bello = красив).
1911 г. – Д-р Оскар Тропловиц в сътрудничество с химика Д-р Исак Лифц и дерматолога Д-р Пол Уна започва производството на крем за лице. Тропловиц дава име на крема – Nivea, от латинската дума nivius, която означава „снежнобял“.
Това е първият стабилен крем, базиран на емулсията вода в масло. Емулгиращото вещество Eucerit се произвежда от ланолин, който се намира във вълната на овцете. Той е в основата на Nivea Creme.
1914 г. – Компанията работи с 34 страни, като 42% от продажбите се генерират в чужбина. Клон на компанията е основан в Австрия.
1919 г. – В асортимента на Nivea е включен първият Nivea сапун.
1920 г. – Първият рекламен филм на Nivea Creme е излъчен по кината в Германия.
1921 г. – Байерсдорф основава клон в САЩ.
1922 г. – След смъртта на Д-р Троповиц и неговия бизнес партньор Ото Ханс Манкиевич, е формирано капиталово дружество на 1 юни 1922 г. Лили Якобсън става първият председател на Управителния съвет.
Същата година е разработен първият продукт за мъж – сапун за бръснене, предшественик на пяната и гела за бръснене. Заедно с Nivea Creme, който тогава се е използвал като афтършейв, той оформя първата серия за грижа за мъжа.
1925 г. – Взето е решение да се промени изцяло имиджа на Nivea и марката да се въведе отново на пазара – за първи път в историята на маркетинга. Дизайнът на кутийката за крем е революционно променен. Деликатните цветни извивки и линии върху жълт фон са заменени със синя кутия, на която е изписано с бели букви Nivea Creme в минималистичен стил.
Не само цветът и опаковката, но и цялата рекламна стратегия на марката е променена. Свободното време, спортът и природата играят централна роля с новия профил на Nivea.
1925 г. – Всички продукти на Nivea са пуснати в сини опаковки.
1929 г. – Акциите на Байерсдорф са пуснати за първи път на стоковата борса в Хамбург. Компанията разполага с 20 производствени центъра и повече от 1400 души персонал.
1933 г. – Под натиска на Националсоциалистическата пропаганда, членовете на Управителния съвет с еврейски произход се оттеглят. Лили Якобсън оглавява чуждестранните филиали на компанията, офисът е в Амстердам до 1938 г., преди да емигрира в САЩ.
Като въвежда политика на „почтената тактика“ Управителният съвет на Байерсдорф, под ръководството на Карл Клаусен, успява да преведе успешно компанията през нацисткия период, въпреки еврейския произход на голям брой нейни ръководители и злонамерените кампании на конкуренцията.
Първият клон на Байерсдорф в Южна Америка е основан в Аржентина.
1935 г. – Характерните за опаковката и печатната реклама бели и сини мотиви се използват и в първите филмирани реклами на Nivea. Основна тема са хората, които активно се наслаждават на живота.
1936 г. – Nivea разработва специален сапун за деца, осигуряващ грижа за чувствителната бебешка и детска кожа. Той е предшественик на много други продукти, създадени за най-малките.
1941 г. – Преди и по време на Втората световна война за рекламата на Nivea отговаря Ели-Хюс Кнап. Тя е една от първите жени в областта на рекламата и се отдава с пълна сила и страст на марката Nivea. Тя първа изтъква позитивния ефект на синия и белия цвят на Nivea, свързвайки ги с чистия въздух и слънцето. Синият и белият цвят остават символ на качеството на Nivea и до днес. Кнап дистанцира марката от нацистката идеология, а през 1949 г. става първа дама на Германия като съпруга на Теодор Хойс – първия президент на Федерална Република Германия.
1945 г. – В края на Втората световна война голяма част от производствените бази и административни сгради в Хамбург са разрушени.
1945 г. – 1949 г. – Повечето от съдружията (най-вече в САЩ, Великобритания и Франция) приключват. Байерсдорф започва отново от нулата.
1951 г. – Байерсдорф създава първия дезодориращ сапун, който предотвратява развитието на бактерии. Хуан Грегорио Клаузен – дългогодишен ръководител на рекламната дейност на Байерсдорф – измисля името 8x4, основано на активната съставка в продукта: B32.
1958 г. – След специализирането в продукти за деца през 20-те и 30-те години Nivea разширява продуктовия асортимент в много европейски държави със серия за грижа за бебета Nivea Baby fine. Малка серия бебешки продукти с име „Babivèa“ е въведена във Франция.
1959 г. – За първи път към логото на кутията на Nivea Creme се добавя думата Creme. Допълнителните разяснения за продукта – „за грижа за кожата“, които се появяват през 1928, и „за спорт и у дома“ през 1931, вече не са нужни, тъй като Nivea Creme е достигнал статута на световноизвестна и позната марка. Логото остава непроменено и до днес.
1963 г. – На пазара е представено млякото за тяло на Nivea. То съчетава качеството и грижата на NIVEA Creme в течна форма. Осигурявайки цялостна овлажняваща грижа за кожата, това е първият продукт от асортимента на Nivea, разработен за тяло.
1972 г. – Серията „Nivea Baby fine“ е допълнена от пудра, пяна за вана, сапун, крем и памучни кърпички.
1973 г. – Представена е кампанията „Кремът на кремовете“ и това затвърждава лидерството на пазара на NIVEA Creme. Независими тестове показват, че дори и при сравнение с по-скъпи специализирани кремове, качеството на Nivea не отстъпва по никакъв начин. Мащабната рекламна кампания подчертава „уникалното“ качество на Nivea, съчетаващо всички аспекти на грижата за кожата в един продукт. Nivea е едновременно дневен крем, нощен крем, крем за предпазване от атмосферни влияния, овлажняващ крем, защитен крем. Поредицата реклами отбелязва голям успех за Nivea Creme. Между 1973 и 1988 г. в Европа са публикувани над 100 различни варианта на рекламата.
1974 г. – Байерсдорф разнообразява своята дейност и създава нова структура. Въвеждат се четири направления – козметика, медицински продукти, фармацевтични продукти и tesa /лепенки/.
1979 г. – В края на 70-те години на пазара се въвеждат все повече и повече почистващи продукти NIVEA. Концепцията на продуктите за баня на Nivea е, че те не само почистват кожата, но и осигуряват ценна грижа.
1980 г. – Още при първото представяне на душ гел, пяна за вана и сапун Nivea, се акцентира на нежната грижа и високото качество на Nivea.
Nivea поставя основите на нов вид продукти за грижа за мъже – балсам за след бръснене, който не дразни, а успокоява кожата. Балсамът Nivea е първият подобен продукт, който не съдържа алкохол.
1981 г. – Продуктите на Nivea, които защитават и се грижат за кожата по време и след излагане на слънце, се появяват на пазара още през 1930-те години. През 1981, слънцезащитната серия на Nivea предлага оптимална защита за различни типове кожа и при продължително излагане на слънце. Дългогодишният опит и специализираните изследвания на NIVEA гарантират безопасност и сигурност.
1982 г. – Стартира експанзията на Nivea като марка за грижа за тялото и лицето чрез многобройни видове продукти и международен фокус. Въвежда се Nivea Gesicht (лице) в Германия, Австрия и Швейцария. По-късно серията се преименува на Nivea Visage.
Лансиращата кампания през 1982 представя почистващото мляко и тоник за лице, които осигуряват нежно, но ефективно почистване. Само след година продуктите стават пазарни лидери в много страни.
1983 г. – Нов шампоан Nivea е пуснат на пазара. Той е изключително деликатен към косата, която е подложена на все по-често миене. „Това е грижата, от която се нуждае често измиваната коса“ е слоганът на въвеждащата кампания. Година по-късно се лансира балсам за коса.
1986 г. – Байерсдорф развива слънцезащитни продукти Nivea. Формулите се базират на последните научни открития и най-добрата защита, гарантирана от UVA и UVB филтри.
След лансирането на мляко за тяло Nivea през 1963 г. като продукт за цялостна грижа за тялото, през 1986 г. се въвежда неговият „брат“ – лосион за тяло. Тези два продукта се превръщат в основа на цяла серия нови продукти за грижа за тялото.
1991 г. – Въвежда се на пазара нова серия Nivea Deodorant. Потребителите вече имат нужда не само от ефективен и силен аромат, като през 80-те години. Новите дезодоранти на Nivea предлагат и типичната за Nivea нежна грижа.
1993 г. – Nivea представя на масовия пазар първата серия за грижа за кожата на мъжете. Тази серия отговаря на високите изисквания на мъжете, които все повече се грижат за външния си вид, и на зараждащата се тенденция за добре поддържани мъже.
Серията Nivea Bath Care се усъвършенства, като към формулите се добавят подхранващи масла и неутрално pH. Един от най-успешните продукти през следващите години става Nivea Shower Milk.
1994 г. – На пазара се появява Nivea Soft. Той е еквивалент на Nivea Creme, с по-лека консистенция, който покрива нуждите на отделни целеви групи и затова има собствен, младежки имидж.
1995 г. – Серията продукти за баня е разширена с ексфолиант, кремообразни душ гелове, детски шампоан и пяна за вана. За първи път се представя душ гел и шампоан в едно.
1996 г. – Бебешката серия на Nivea е допълнително разширена, за да осигурява пълна грижа и почистване на чувствителната бебешка кожа.
Въпреки въвеждането на първите продукти за стилизиране на косата още през 30-те години, серията стилизиращи продукти Nivea се лансира през 1996 г. Разработват се продукти, които позволяват оформянето на различни типове коса.
Появява се първият международен уебсайт на Nivea. Заедно със задължителната информация за историята на марката и продуктите, сайтът съдържа съвети за грижа и игри. По този начин www.nivea.com става един от първите уебсайтове, който обвързва по емоционален и забавен начин потребителите с ценностите на марката.
1998 г. – Изследователите на Nivea представят новост в света на козметиката – коензим Q10, който помага в борбата с бръчките. Той има структура подобна на витамин и играе важна роля в производството на енергия в клетките. Nivea Visage дневен крем с Q10 става най-продаваният продукт против бръчки в света и поставя началото на цяла серия продукти, в основата на които стои съставката Q10.
Представят се продуктите за грижа за ръцете. Те са разработени с цел да омекотяват и възстановяват красотата на раздразнената кожа.
1999 г. – Слънцезащитните спрейове Nivea Sun се въвеждат на пазара. Те са с лека, бързоабсорбираща се и водоустойчива формула. Продуктите съдържат сигурна защита срещу вредните слънчеви лъчи по австралийския стандарт, както и комплекс витамин E, който предпазва клетките на кожата.
2004 г. – Изграден е модерен изследователски център в Хамбург, Германия. В областта на дерматологията учените на компанията се съсредоточават върху структурата и функциите на кожата с цел да открият как с правилните продукти да подпомагат здравето и красотата ѝ.
В областта на технологиите изследванията се насочват към разработването на практични решения на основата на получените резултати от дерматологичните изследвания. Основната цел е да се структурира асортиментът на Nivea така, че той да отговаря на индивидуалните нужди на различните типове кожа.
Изследвания и строг контрол гарантират поносимостта на кожата към продуктите и тяхното високо качество. Тестват се и други важни компоненти като аромат и консистенция. Работи се и върху удобния и атрактивен дизайн на опаковките.
2006 г. – Изследователите на Байерсдорф разработват иновационна програма за борба със стареенето на кожата, която подпомага процесите на обновяване на клетките от самото им ядро. Появява се нова серия грижа за кожата – Nivea DNAge.
2007 г. – Nivea е номинирана в две категории: „Грижа за кожата“ и „Грижа за красотата“ в изследването на Рийдърс Дайджест Most Trusted Brands 2007. В категория „Грижа за кожата“ Nivea е марката, която продължава да се ползва с най-голямо доверие в редица страни, а в категория „Грижа за красотата“ печели първо място в света. Новаторската грижа против стареене на кожата DNAge от Nivea Visage, е най-успешният продукт, лансиран на пазара за всички времена в категорията „Грижа за лицето“.
Обновен е уеб сайта на Nivea – марката има онлайн присъствие в 48 държави, на 28 езика. Различните уебсайтове са адаптации на международния сайт на Nivea. Информацията за продуктите е съобразена с локалния пазар и асортимента, предоставят се полезни съвети на различни теми, свързани с грижата за кожата, тялото, косата, ръцете, бебето, красотата.
2008 г. – Nivea за пореден път е най-предпочитаната марка в категория „Грижа за кожата“ в потребителското изследване European Trusted Brands 2008, което се провежда от издателство Рийдърс Дайджест. Над 240 000 граждани от 16 държави с 14 национални езика участват в допитването, като определят най-популярните за тях търговски марки в 20 общи категории за всяка страна.
2009 г. – Nivea е избрана за любима марка на българите на годишен конкурс на Българската стопанска камара и Германо-българска индустриално-търговска камара. В категорията „Хигиенни продукти и козметика“ марката заема челна позиция с 1384 гласа.